# Affogo, Baby
Affogo, Baby è un singolo del cantautore italiano Francesco Renga, il primo estratto dal primo album in studio Francesco Renga e pubblicato nel 1999.
Il singolo rappresenta il debutto della sua carriera da solista dopo la separazione dai Timoria.

## Tracce
1. Affogo, Baby (Radio Edit) – 4:02
2. Affogo, Baby (Album Version) – 4:29
3. Anche per te – 4:43